# Siostry Niepokalanego Serca Maryi
Zgromadzenie Sióstr Niepokalanego Serca Najświętszej Maryi Panny (Siostry Niepokalanego Serca Maryi) (Congregação das Irmãs do Imaculado Coração de Maria (port.)) – żeńskie zgromadzenie zakonne założone w Brazylii.

## Historia
Idea założenia zgromadzenia powstała w 1843 w Wiedniu, pod ideowym przewodnictwem Barbarę Maix (zm. 1873). Z powodów politycznych, Barbara Maix została jednak wydalona z Austrii. Wraz z 21-osobową grupą towarzyszek wsiadła na statek w Hamburgu aby udać się do ich domu zakonnego w Ameryce Płn. Okazało się jednak, że statek płynie do Brazylii. Po miesięcznej podróżny, 15 września 1848, dopłynęli do Brazylii.
Tam, 8 maja 1849 założyła Zgromadzenie Sióstr Niepokalanego Serca Najświętszej Maryi Panny z siedzibą w Rio de Janeiro, przyjmując imię zakonne Marii Barbary od Trójcy Przenajświętszej.
Status kanoniczny zgromadzenie zakonne na prawie papieskim otrzymało 24 marca 1947. W 1952 nastąpił podział na trzech prowincje.
Zadaniem zgromadzenia była pracy z sierotami i dziećmi ulicy oraz walki z niewolnictwem. Siostry zaangażowały się również jako pielęgniarki dla rannych żołnierzy podczas wojny 1864/70 w Paragwaju. Dziś zajmują się głównie edukacją i opieką zdrowotną. Oddziały znajdują się między innymi na Haiti, w Boliwii i Mozambiku.

## Dom generalny Zgromadzenia
R. Ramiro Barcelos, 1001 – Independência, Porto Alegre – RS, 90035-002, Brazylia

## Prowincje
- Província de Porto Alegre
- Província de Santa Maria
- Província de São Paulo
- Província de Caxias do Sul
- Província de Teresina